# 高橋重夫
高橋 重夫（たかはし しげお、1950年 - ）は、日本の音楽プロデューサー、楽器開発＆コーディネーター、音楽ライター、イベント・プロデューサー。

## 人物
レコード会社のディレクターとして四人囃子のLP『一触即発』などを担当。音楽雑誌編集長を経て、音楽制作プロデューサー＆音楽ライターとなり、「Player」、「音楽専科」などの音楽雑誌への執筆や、多数の洋楽レコードのライナーノーツを手がける。「さわたりたかし」のペンネーム使用することもある。
著書には「100％エレクトリック・ギター」（シンコー・ミュージック）、「もっと知りたい！！エレキギター専科」（ミュージックトレード社）などがあり、楽器メーカーで楽器開発やアーティストリレーション、音楽学校の運営、アーティスト育成なども手がている。

## バンド活動
高校時代にアマチュア・バンド活動をしていて、その後、ギタリストとして音楽ライター仲間の大貫憲章（ヴォーカル）や、後にジューシィ・フルーツのメンバーとなる、トシ（高木利夫、ドラムス）、後に画家として活躍するイラストレーターの金谷真（ベース）、赤井信夫（ギター）らとリバプール・キッズというバンド名でライブ（1977年7月31日、東京・三ノ輪モンド）を行った。
2000年以降は楽器開発やライター活動、また元HOUND DOGの西山毅らとGOGOエレキングスというバンド名でも活動している。